# ترتزوریو
ترتزوریو (به ایتالیایی: Terzorio) یک کومونه در ایتالیا است که در استان ایمپریا واقع شده‌است. ترتزوریو ۱٫۹ کیلومتر مربع مساحت و ۲۰۸ نفر جمعیت دارد و ۱۸۵ متر بالاتر از سطح دریا واقع شده‌است.